# Дьюк, Брайс
Брайс Майкл Дьюк (англ. Bryce Michael Duke; 28 февраля 2001, Пеория, Аризона, США) — американский футболист, полузащитник клуба «Клёб де Фут Монреаль».

## Карьера
Дьюк родился в городе Пеория, штат Аризона, где занимался футболом в молодёжном мультиспортивном клубе «Си-си-ви Старз». В 2015 году прошёл просмотр в академию «Реал Солт-Лейк», но предпочёл присоединиться к команде «Валпарейзо» из Финикса. В академию «Реал Солт-Лейк» перешёл весной 2016 года. Провёл в академии РСЛ три года, а затем присоединился к «Барса Резиденси Академи». В 2019 году получил предложение спортивной стипендии от Университета Уэйк-Форест, но решил остаться в «Барса Резиденси Академи».
25 января 2020 года Дьюк подписал профессиональный контракт с клубом MLS «Лос-Анджелес», который выкупил права на него по правилу доморощенного игрока у «Реал Солт-Лейк» за $50 тыс. в общих распределительных средствах. Его профессиональный дебют состоялся 18 февраля в первом матче ⅛ финала Лиги чемпионов КОНКАКАФ 2020 против мексиканского «Леона», в котором он вышел на замену во втором тайме вместо Марка-Энтони Кея. В MLS дебютировал 1 марта в матче стартового тура сезона 2020 против «Интер Майами», заменив в компенсированное время второго тайма Латифа Блессинга. 5 мая 2021 года Дьюк был отдан в аренду клубу Чемпионшипа ЮСЛ «Лас-Вегас Лайтс» на матч того же дня против «Лос-Анджелес Гэлакси II». По окончании сезона 2021 «Лос-Анджелес» задействовал опцию продления контракта с Дьюком.
4 января 2022 года Дьюк был продан в «Интер Майами» за $100 тыс. в общих распределительных средствах и ещё $75 тыс. при достижении им определённых показателей. Сыграв за «Интер Майами II» в матче MLS Next Pro против «Филадельфии Юнион II» 5 апреля, за первую команду «Интер Майами» дебютировал 9 апреля в матче против «Нью-Инглэнд Революшн», выйдя на замену в конце второго тайма вместо Роберта Тейлора. 24 апреля в матче против «Атланты Юнайтед» забил свой первый гол в MLS и за «Интер Майами». По окончании сезона 2022 «Интер Майами» задействовал опцию продления контракта с Дьюком. 16 марта 2023 года «Интер Майами» продлил контракт с Дьюком до конца сезона 2025 с опцией на сезон 2026.
12 апреля 2023 года «Интер Майами» обменял Брайса Дьюка и Ариэля Ласситера «Клёб де Фут Монреаль» на Камала Миллера и $1,3 млн в общих распределительных средствах. За «КФ Монреаль» он дебютировал 15 апреля в матче против «Ди Си Юнайтед». 29 апреля в матче против «Спортинга Канзас-Сити» забил свой первый гол за «КФ Монреаль».

## Статистика выступлений
| Выступление                 | Выступление      | Выступление      | Лига | Лига | Плей-офф | Плей-офф | Кубок | Кубок | Континент | Континент | Итого | Итого |
| Клуб                        | Лига             | Сезон            | Игры | Голы | Игры     | Голы     | Игры  | Голы  | Игры      | Голы      | Игры  | Голы  |
| --------------------------- | ---------------- | ---------------- | ---- | ---- | -------- | -------- | ----- | ----- | --------- | --------- | ----- | ----- |
| Лос-Анджелес                | MLS              | 2020             | 11   | 0    | 0        | 0        | —     | —     | 1         | 0         | 12    | 0     |
| Лос-Анджелес                | MLS              | 2021             | 15   | 0    | —        | —        | —     | —     | —         | —         | 15    | 0     |
| Лос-Анджелес                | Итого            | Итого            | 26   | 0    | 0        | 0        | —     | —     | 1         | 0         | 27    | 0     |
| Лас-Вегас Лайтс (аренда)    | USLC             | 2021             | 12   | 1    | —        | —        | —     | —     | —         | —         | 12    | 1     |
| Интер Майами                | MLS              | 2022             | 28   | 1    | 1        | 0        | 3     | 0     | —         | —         | 32    | 1     |
| Интер Майами                | MLS              | 2023             | 7    | 0    | —        | —        | —     | —     | —         | —         | 7     | 0     |
| Интер Майами                | Итого            | Итого            | 35   | 1    | 1        | 0        | 3     | 0     | —         | —         | 39    | 1     |
| Интер Майами II (фарм-клуб) | USL              | 2022             | 2    | 0    | —        | —        | —     | —     | —         | —         | 2     | 0     |
| Клёб де Фут Монреаль        | MLS              | 2023             | 26   | 2    | —        | —        | 3     | 0     | 2         | 1         | 31    | 3     |
| Всего за карьеру            | Всего за карьеру | Всего за карьеру | 101  | 4    | 1        | 0        | 6     | 0     | 3         | 1         | 111   | 5     |

Источники: Transfermarkt, Soccerway, Football Database EU.